# Бабкі-Ґонсецькі
Бабкі-Ґонсецькі (пол. Babki Gąseckie, нім. Babken, Kirchspiel Gonsken) — село в Польщі, у гміні Олецько Олецького повіту Вармінсько-Мазурського воєводства.
Населення — 106 осіб (2011).
У 1975-1998 роках село належало до Сувальського воєводства.

## Демографія
Демографічна структура станом на 31 березня 2011 року:
|          | Загалом | Допрацездатний вік | Працездатний вік | Постпрацездатний вік |
| -------- | ------- | ------------------ | ---------------- | -------------------- |
| Чоловіки | 51      | 9                  | 30               | 12                   |
| Жінки    | 55      | 18                 | 27               | 10                   |
| Разом    | 106     | 27                 | 57               | 22                   |